# Venejärvi (sjö i Finland, Lappland, lat 66,63, long 26,62)
Venejärvi är en sjö i Finland. Den ligger i kommunen Rovaniemi i landskapet Lappland, i den norra delen av landet, 700 km norr om huvudstaden Helsingfors. Venejärvi ligger 156,7 meter över havet. Den är 10,5 meter djup. Arean är 2,85 kvadratkilometer och strandlinjen är 15,51 kilometer lång. Sjön  ingår i Kemi älvs huvudavrinningsområde.   
I övrigt finns följande i Venejärvi:
- Lapalionsaari (en ö)

I övrigt finns följande vid Venejärvi:
- Pirttijärvi (en sjö)
- Venevaara (en kulle)